# 政绩工程
政績工程，是指政府官員爲獲取自身在社會的聲譽及名聲而做出的工程，粤语地区媒体常以「大白象」來譬喻（規模小一些的則稱為「小白象」）。包括許多官員所謂的「形象工程」、「面子工程」、「民心工程」而修建的建築，制訂的政策等名聲與實際不符或名聲大於實際的工程。政績工程往往和官員的貪污有關係。政績工程的一部分分類，在台灣俗稱為「（養）蚊子工程」或「蚊子館」，意思是建築物使用率低，內部蚊蟲孳生，猶如養蚊子。
此类工程往往具有的特征包括：工程规模大，耗资高；实际利用价值远低于观光或是宣传价值；缺乏后续维护、修缮工作。

## 例子
中国中央电视台《新闻1+1》节目白岩松指出2010年上海“11·15”特别重大火灾的工程「并不是一个普普通通的商业工程，而是上海市静安区政府所做的，为老百姓办实事的工程，也就是说，带有某种政府的政绩工程，或者叫“民心工程”，或者叫“形象工程”。也是今年9月份招投标，然后获标的也都是带有“静安”字眼的，然后再转包，包括监理和施工的这个部门。那么这个时候很多人就会去想，既然是一个政府给老百姓做好事的所谓“民心工程”，或者叫“实事工程”，请问是否真的做到监理了？」。